# DCSTAMP
DCSTAMP (англ. Dendrocyte expressed seven transmembrane protein) – білок, який кодується однойменним геном, розташованим у людей на короткому плечі 8-ї хромосоми. Довжина поліпептидного ланцюга білка становить 470 амінокислот, а молекулярна маса — 53 393.
| 10         |  | 20         |  | 30         |  | 40         |  | 50         |
| ---------- |  | ---------- |  | ---------- |  | ---------- |  | ---------- |
| MGIWTSGTDI |  | FLSLWEIYVS |  | PRSPGWMDFI |  | QHLGVCCLVA |  | LISVGLLSVA |
| ACWFLPSIIA |  | AAASWIITCV |  | LLCCSKHARC |  | FILLVFLSCG |  | LREGRNALIA |
| AGTGIVILGH |  | VENIFHNFKG |  | LLDGMTCNLR |  | AKSFSIHFPL |  | LKKYIEAIQW |
| IYGLATPLSV |  | FDDLVSWNQT |  | LAVSLFSPSH |  | VLEAQLNDSK |  | GEVLSVLYQM |
| ATTTEVLSSL |  | GQKLLAFAGL |  | SLVLLGTGLF |  | MKRFLGPCGW |  | KYENIYITRQ |
| FVQFDERERH |  | QQRPCVLPLN |  | KEERRKYVII |  | PTFWPTPKER |  | KNLGLFFLPI |
| LIHLCIWVLF |  | AAVDYLLYRL |  | IFSVSKQFQS |  | LPGFEVHLKL |  | HGEKQGTQDI |
| IHDSSFNISV |  | FEPNCIPKPK |  | FLLSETWVPL |  | SVILLILVML |  | GLLSSILMQL |
| KILVSASFYP |  | SVERKRIQYL |  | HAKLLKKRSK |  | QPLGEVKRRL |  | SLYLTKIHFW |
| LPVLKMIRKK |  | QMDMASADKS |  |            |  |            |  |            |

A: Аланін

C: Цистеїн

D: Аспарагінова кислота

E: Глутамінова кислота

F: Фенілаланін

G: Гліцин

H: Гістидин

I: Ізолейцин

K: Лізин

L: Лейцин

M: Метіонін

N: Аспарагін

P: Пролін

Q: Глутамін

R: Аргінін

S: Серин

T: Треонін

V: Валін

W: Триптофан

Задіяний у таких біологічних процесах, як імунітет, диференціація клітин, альтернативний сплайсинг. 
Локалізований у клітинній мембрані, мембрані, ендоплазматичному ретикулумі, ендосомах.